# Gossip Girl
『Gossip Girl』（ゴシップ・ガール）は、RAINBOWの初めてのミニアルバムであり、デビュー作でもある。2009年11月12日に発売された。

## 収録曲
1. Not Your Girl
2. Gossip Girl
3. I Believe
4. Kiss
5. 참아 볼께요／こらえてみるわ